# المعزإب الوسطى (السياني)

تعديل مصدري - تعديل

المعزاب الوسطى محلة تابعة لقرية الدخلة، التابعة لعزلة الهادس بمديرية السياني إحدى مديريات محافظة إب في الجمهورية اليمنية.، بلغ تعداد سكانها 154 حسب تعداد اليمن لعام 2004.